# Elliovirales
Ordre
Familles de rang inférieur
- Cruliviridae
- Fimoviridae
- Hantaviridae
- Peribunyaviridae
- Phasmaviridae
- Tospoviridae
- Tulasviridae

Les Elliovirales sont un ordre de virus de plus de 300 membres avec une enveloppe sphérique et hélicoïdale de diamètre d'environ 80 à 120 nanomètres. L'une des caractéristiques unificatrices de ces virus est la possession d'un génome à ARN simple brin tripartite et polarité négative. Les trois fragments appelés L (6300-12000 nucléotides), M (3500-6000 nucléotides) et S (1000-2200 nucléotides). La longueur totale du génome est comprise entre 10,5 et 22,7 kilobases, selon les espèces. Les trois segments du génome codent quatre protéines structurales, qui composent la particule virale, et peut-être une ou deux protéines non structurales (protéines accessoires nécessaires à la réplication).
Cette stratégie de codage nécessite que la particule virale infectieuse contienne sa propre ARN polymérase ARN dépendante pour transcrire le génome en ARNm, qui à leur tour sont traduits pour produire de nouvelles protéines virales. La multiplication du virus se produit dans le cytoplasme des cellules infectées et les particules virales mûrissent à l'intérieur de la cellule en bourgeonnant principalement au niveau des membranes de l'appareil de Golgi. Les virus de cette famille peuvent infecter une gamme variée d'hôtes, des moustiques aux marsupiaux et des thrips aux tomates. Plusieurs des Bunyaviridae provoquent des maladies graves chez l'humain, et ils sont reconnus comme représentant une menace croissante pour la santé humaine et sont de bons exemples des infections dites émergentes.

## Taxonomie et biologie
L'ordre des Elliovirales regroupe 7 familles (listées dans l'infobox).
Une ancienne nomenclature classaient les Bunyaviricetes comme famille des Bunyaviridae qui était divisée en cinq genres sur la base des caractéristiques sérologiques et biochimiques. Quatre de ces genres — Bunyavirus, Hantavirus, Nairovirus et Phlebovirus (ces 2 derniers désormais classés dans le nouvel ordre des Hareavirales) — contenaient des virus infectant les chordés tandis que les membres du genre Tospovirus infectaient les plantes. Une diversité considérable existe au niveau biologique en termes d'hôtes et de vecteurs et au niveau moléculaire en termes de stratégies de codage et de réplication du génome.
- La plupart des virus sont transmis par des arthropodes (on parle donc d'« arbovirus »). En général, les bunyavirus, sont transmis par des moustiques ou des moucherons, les nairovirus par des tiques et les phlébovirus par des phlébotomes ou des tiques[2]. Les bunyavirus transmis par les moustiques appartiennent au genre Orthobunyavirus. Ce genre comprend environ 170 virus : 48 espèces et 19 sérogroupes. Dans deux de ces sérogroupes se trouvent quatre virus émergents qui sont de plus en plus reconnus comme des agents pathogènes pour les humains et les animaux[3]
- Les tospovirus se propagent aux plantes[2].
- Les hantavirus ne sont pas des arbovirus mais se maintiennent dans la nature sous forme d'infections persistantes de rongeurs (d'où le terme « robovirus », transmis par les rongeurs) et sont transmis à l'humain via des sécrétions infectieuses aérosolisées de rongeurs[2].

### Arbovirus appartenant au genreOrthobunyavirus

#### Sérogroupe California
Les virus du sérogroupe California circulent partout dans le monde. Ils comprennent le virus d'Inkoo en Europe, le virus de Tahyna en Europe, en Asie et en Afrique, et le virus de La Crosse, le virus snowshoe hare et le virus de Jamestown Canyon en Amérique du Nord,.
Ce sérogroupe comprend plus de 17 virus :
- Virus de l'encéphalite de Californie
- Virus d'Inkoo
- Virus de Jamestown Canyon
- Virus de La Crosse
- Virus snowshoe hare
- Virus de Tahyna

#### Sérogroupe Bunyamwera
Ce sérogroupe comprend 23 virus :
- Virus de Cache Valley circule partout en Amérique du Nord et en Amérique du Sud[6].

#### Sérogroupe Simbu
- Virus d'Oropouche
- Virus Iquitos

## Maladies causées par les Elliovirales
Les virus de cette famille diversifiée causent des maladies chez les humains, les animaux domestiques et les plantes, ces derniers étant d'une importance économique considérable. En ce qui concerne les maladies humaines, cinq types de manifestations sont associés aux Bunyaviridae : fièvre, encéphalite, fièvre hémorragique,  et un syndrome respiratoire mortel. Un grand nombre de bunyavirsus sont associés à des fièvres , souvent accompagnée d'une éruption cutanée, chez l'humain,  spontanément résolutives et rarement, voire jamais, mortel, l'incidence globale des infections à bunyavirus est inconnu. 
En Europe Tahyna bunyavirus est largement distribué en Allemagne, en Italie, l'ex-Yougoslavie et la République tchèque ; dans la Moravie jusqu'à 20 % des patients hospitalisés pour maladies fébriles sont infectés par ce virus.
Oropouchele bunyavirus a provoqué des épidémies importantes, impliquant des milliers de patients au Brésil, et il est probablement répandu dans tout le Sud de l'Amérique. 
La fièvre pappataci et la fièvre de la vallée du Rift sont causées par des phlébovirus. La première est une infection courte, spontanément résolutive et non mortelle. En revanche, la fièvre de la vallée du Rift présente une variété de manifestations cliniques allant d'une simple fièvre à un syndrome hémorragique.